# فيليس كريك
فيليس كريك (بالإنجليزية: Phyllis Kirk)‏ هي ممثلة أمريكية، ولدت في 18 سبتمبر 1927 بسيراكيوز في الولايات المتحدة، وتوفيت في 19 أكتوبر 2006 في الولايات المتحدة بسبب أم الدم داخل القحف.

## أعمال

### أفلام
- (1953) بيت الشمع

## وصلات خارجية
- فيليس كريك على موقع IMDb (الإنجليزية)
- فيليس كريك على موقع ألو سيني (الفرنسية)
- فيليس كريك على موقع ميوزك برينز (الإنجليزية)
- فيليس كريك على موقع أول موفي (الإنجليزية)
- فيليس كريك على موقع قاعدة بيانات برودواي على الإنترنت (الإنجليزية)
- فيليس كريك على موقع قاعدة بيانات برودواي على الإنترنت (الإنجليزية)
- فيليس كريك على موقع قاعدة بيانات الأفلام السويدية (السويدية)
- فيليس كريك على موقع إن إن دي بي (الإنجليزية)
- فيليس كريك على موقع قاعدة بيانات الفيلم (الإنجليزية)
- فيليس كريك على موقع كينوبويسك (الروسية)